# Peter Wolfgang Gaidzik
Peter Wolfgang Gaidzik (* 25. Februar 1958) ist ein deutscher Medizinrechtler, Rechtsanwalt und Arzt.

## Leben
Gaidzik studierte Medizin und Rechtswissenschaften in Münster und Berlin. 1984 wurde er approbiert. Von 1983 bis 1986 war er am Institut für Rechtsmedizin der Westfälischen Wilhelms-Universität Münster tätig. 1986 promovierte er mit der Arbeit Die Begutachtung des Kausalzusammenhangs durch den Arzt in der Privaten Unfallversicherung zum Doktor der Medizin. 1994 legte Gaidzik das Zweite juristische Staatsexamen ab.
Seit 1995 war er als niedergelassener Rechtsanwalt zunächst in Dortmund, jetzt in Hamm, auf dem Gebiet des Medizin- und Versicherungsrechts tätig. Im Jahre 2000 wurde er geschäftsführendes Vorstandsmitglied der Ethik-Kommission der Universität Witten/Herdecke und leitet seit 2001 das Institut für Medizinrecht an dieser Universität. Das Institut ist deutschlandweit das erste seiner Art, welches ausschließlich einer medizinischen und nicht einer juristischen Fakultät angegliedert ist. Gaidzik ist seit 2005 Fachanwalt für Medizinrecht und stellvertretender Vorsitzender des Fachausschusses Medizinrecht der Rechtsanwaltskammer Hamm. 2007 wurde er in den Widerspruchsausschuss der Deutschen Gesellschaft für Neurowissenschaftliche Begutachtung (vormals: Arbeitsgemeinschaft neurologische Begutachtung) sowie die Kommission für Gutachten der Deutschen Gesellschaft für Unfallchirurgie berufen. 2011 Ernennung zum Honorarprofessor. Mitautor, teils auch federführend, mehrerer Leitlinien wissenschaftlich medizinischer Fachgesellschaften zu Fragen der medizinischen Begutachtung.
Seine wissenschaftlichen Interessen umfassen unter anderem das Arzthaftungs- und Arztstrafrecht, die rechtlichen Rahmenbedingungen medizinischer Innovationen sowie die Begutachtung und den medizinischen Sachverständigenbeweis. Er hat zahlreiche Buchbeiträge, Aufsätze und Vorträge zu medizin- und versicherungsrechtlichen Themen veröffentlicht.
Zusätzlich engagiert sich Gaidzik in interdisziplinären Diskussionen über den Einsatz von Künstlicher Intelligenz und Robotik in der Medizin. Im Juli 2024 erschien eine von ihm verfasste Buchbesprechung in der Fachzeitschrift MedSach, die sich mit den ethischen und rechtlichen Fragen im Zusammenhang mit dem Einsatz von KI und Robotik in der Medizin auseinandersetzte.

## Veröffentlichungen

### Bücher/Buchbeiträge (Auszug)
- Gaidzik, Die Begutachtung des Kausalzusammenhangs durch den Arzt in der Privaten Unfallversicherung, Frankfurt am Main; Bern; New York 1986; zugleich Münster (Westfalen), Univ., Diss., 1986
- Gaidzik, Medizinrecht aus der Perspektive der medizinischen Begutachtung, in: Eser/Just/Koch (Hrsg.), Perspektiven des Medizinrechts, Baden-Baden 2004, S. 211–215.
- Marx/Gaidzik, Arzthaftung in der Neurologie, in: Wallesch (Hrsg.), Neurologie, München, Jena 2005, S. 1217–1226.
- Gaidzik, Schmerzensgeld – ein internationaler Vergleich, in: Ratajcak/Stegers (Hrsg.), Arzthaftungsrecht – Rechtspraxis und Perspektiven, Heidelberg 2006, S. 77–91.
- Widder/Gaidzik (Hrsg.), Begutachtung in der Neurologie (jetzt: Neurowissenschaftliche Begutachtung), Stuttgart 2007; 3. Auflage 2018.
- Gaidzik, Haftungs- und strafrechtliche Verantwortlichkeit des Gutachters, in Venzlaff/Foerster, herausg. v. K. Foerster, H. Dreßing, Psychiatrische Begutachtung, 5. Auflage, München 2009, S. 62–73.
- Gaidzik, Patientenverfügungen – Rechtssicherheit und Selbstbestimmung?, Wiesbaden 2011.
- Schiltenwolf/Hollo/Gaidzik, Begutachtung der Haltungs- und Bewegungsorgane, 7. Auflage 2020.

### Aufsätze (Auszug)
- Gaidzik, Der EG-Richtlinienentwurf über die Haftung bei Dienstleistungen – Eine medizin-rechtliche Würdigung, Juristische Rundschau 1992, S. 323–328.
- Gaidzik, Abrechnung unter Verstoß gegen die Pflicht zur persönlichen Leistungserbringung – Betrug des Arztes gemäß § 263 StGB?, wistra 1998, S. 329–334.
- Gaidzik/Hiersche, Historische, rechtstatsächliche und rechtspolitische Aspekte der Sterilisation Einwilligungsunfähiger, MedR 1999, S. 58–63.
- Gaidzik, Ärztliches Werbeverbot – Funktion und verfassungsrechtliche Schranken, Arzt und sein Recht 2001, S. 6–15.
- Gaidzik/Eikert, Gutachten für private Unfallversicherung: Angabe von Todesursachen und Todesarten häufig fehlerhaft, Deutsches Ärzteblatt 2001, S. 2245–2250.
- Gaidzik, Begutachtung – Stiefkind ärztlicher Aus- und Weiterbildung am Beispiel der privaten Unfallversicherung, Arzt und sein Recht 2002, S. 97–99.
- Gaidzik, Möglichkeiten und Grenzen der Telemedizin, GesR 2003, S. 229–233.
- Gaidzik, Das Kollegialitätsgebot in der ärztlichen Berufsordnung, MedR 2003, S. 497–503.
- Gaidzik, Gravierende Haftungsverschärfung für den gerichtlichen Sachverständigen durch § 839a BGB?, Der medizinische Sachverständige 2004, 100: S. 129–132.
- Weimer/Gaidzik, Der Referentenentwurf des Dritten Betreuungsrechtsänderungsgesetzes, Pflege- & Krankenhausrecht 2005, S. 6–11.
- Gaidzik, Ethik-Komitees: Rechtliche Aspekte Erwägen Wissen Ethik 2005, S. 26–28.
- Widder/Gaidzik, Leistungsgerechte Vergütung nach dem Justizvergütungs- und Entschädigungsgesetz?, MedSach 2005, S. 127–133 (peer reviewed).
- Gaidzik, Patientenverfügungen – Umsetzungsprobleme im klinischen Alltag, ZMGR 2005, 30: S. 223–229.
- Gaidzik, Die Probandenversicherung bei klinischen Prüfungen mit Medizinprodukten, Medizinprodukterecht 2006, S. 11–16.
- Gaidzik, Haftung des Gutachters, Forum Medizinische Begutachtung 1/2008, S. 35–40, ISSN 1865-4029.
- Gaidzik/Schiltenwolf, Erörterung eines Sachverständigengutachtens vor Gericht, MedSach 2017, S. 206-209 (peer reviewed).
- Gaidzik, Der Einsatz von KI & Robotik in der Medizin (Bespr. Ruschemeier/Steinrötter, Interdisziplinäre Fragen, 2024), MedSach 4/2024 (3.7.2024)
- Gaidzik, Vergütungsanspruch bei behandlungsfehlerhafter Versorgung mit Zahnersatz (zugl. Bespr. OLG Köln v. 26.6.2024 - 5 U 151/22 = NJW 2024, 2694), GesR 2025, S. 219–221.